# Anne-Marie Bănuță
Anne-Marie Bănuță, née le 16 novembre 1991 à Toulouse, est une footballeuse internationale roumaine évoluant au poste d'attaquante au FC Metz.

## Biographie

### Carrière en club
Anne-Marie Bănuță commence le football à l'âge de 6 ans à Labège avec les garçons. Elle rejoint les filles du TFC pendant six mois. N'aimant pas, elle retourne avec les garçons du SC Labège. À 13 ans, elle rejoint Castanet et joue avec les garçons jusqu'à la limite d'âge. Jouant ensuite avec les filles, elle intègre les féminines du TFC en 2007. Pendant trois saisons, elle alterne entre l'équipe première en D1 et la réserve en D3. Elle dispute son premier match de D1 contre Hénin-Beaumont, lors de la dernière journée de la saison 2007-2008. La quatrième année, elle réalise une saison pleine avec le TFC en D1 en jouant 20 matchs.
En 2011, elle part à l'AS Saint-Étienne et y reste deux saisons. Elle connaît avec ce club une finale perdue de Coupe de France en 2013 contre l'Olympique lyonnais.
Elle quitte l'ASSE en 2013 et rejoint Rodez. Elle joue chaque saison une grande partie des matchs, à l'exception de la saison 2015-2016 où elle ne participe qu'à six matchs en raison d'une blessure du ligament croisé du genou. En 2019, le club descend en D2 et à cette occasion elle devient la capitaine de l'équipe et enchaîne les buts durant la saison.
Après sept ans à Rodez, elle signe en mai 2020 au Stade brestois 29 évoluant en D2.

### Carrière en sélection
En 2011, Anne-Marie Bănuță intègre la sélection nationale de Roumanie. Elle participe à partir de 2012 aux matchs de qualifications pour le Championnat d'Europe et la Coupe du monde.

## Palmarès
AS Saint-Étienne
- Finaliste de la Coupe de France en 2013

## Statistiques
| Saison                | Club                  | Championnat           | Championnat | Championnat | Coupe(s) nationale(s) | Coupe(s) nationale(s) | Total | Total |
| Saison                | Club                  | Division              | M.          | B.          | M.                    | B.                    | M.    | B.    |
| 2007-2008             | Toulouse FC           | Division 1            | 1           | 0           | 0                     | 0                     | 1     | 0     |
| 2008-2009             | Toulouse FC           | Division 1            | 6           | 2           | 2                     | 1                     | 8     | 3     |
| 2009-2010             | Toulouse FC           | Division 1            | 9           | 1           | 1                     | 0                     | 10    | 1     |
| 2010-2011             | Toulouse FC           | Division 1            | 20          | 2           | 2                     | 0                     | 22    | 2     |
| Sous-total            | Sous-total            | Sous-total            | 36          | 5           | 5                     | 1                     | 41    | 6     |
| 2011-2012             | AS Saint-Étienne      | Division 1            | 13          | 1           | 2                     | 0                     | 15    | 1     |
| 2012-2013             | AS Saint-Étienne      | Division 1            | 14          | 0           | 2                     | 0                     | 16    | 0     |
| Sous-total            | Sous-total            | Sous-total            | 27          | 1           | 4                     | 0                     | 31    | 1     |
| 2013-2014             | Rodez AF              | Division 1            | 21          | 6           | 1                     | 0                     | 22    | 6     |
| 2014-2015             | Rodez AF              | Division 1            | 20          | 2           | 4                     | 0                     | 24    | 2     |
| 2015-2016             | Rodez AF              | Division 1            | 6           | 0           | 2                     | 2                     | 8     | 2     |
| 2016-2017             | Rodez AF              | Division 1            | 15          | 2           | 3                     | 0                     | 18    | 2     |
| 2017-2018             | Rodez AF              | Division 1            | 21          | 0           | 1                     | 0                     | 22    | 0     |
| 2018-2019             | Rodez AF              | Division 1            | 21          | 0           | 1                     | 0                     | 22    | 0     |
| 2019-2020             | Rodez AF              | Division 2            | 16          | 12          | 4                     | 1                     | 20    | 13    |
| Sous-total            | Sous-total            | Sous-total            | 130         | 22          | 16                    | 3                     | 146   | 25    |
| Total sur la carrière | Total sur la carrière | Total sur la carrière | 193         | 28          | 25                    | 4                     | 218   | 32    |